# Концики (Вармінсько-Мазурське воєводство)
Концики (пол. Kąciki, нім. Roßwinkel) — село в Польщі, у гміні Кужентник Новомейського повіту Вармінсько-Мазурського воєводства.
Населення — 116 осіб (2011).

## Демографія
Демографічна структура станом на 31 березня 2011 року:
|          | Загалом | Допрацездатний вік | Працездатний вік | Постпрацездатний вік |
| -------- | ------- | ------------------ | ---------------- | -------------------- |
| Чоловіки | 56      | 15                 | 38               | 3                    |
| Жінки    | 60      | 15                 | 34               | 11                   |
| Разом    | 116     | 30                 | 72               | 14                   |